# Nils Johansson (tävlingscyklist)
Nils Gunnar "Bagarn" Johansson, född 16 april 1920 i Toarps församling, Älvsborgs län,  död 29 juni 1999 i Brämhults församling, Borås, var en svensk tävlingscyklist. 
Johansson, som representerade IK Ymer i Borås, vann 1946 sexdagarsloppet och svenska mästerskapet på 150 km samt 1947 det internationella tvådagarsloppet Mälaren runt. Han erövrade två lag-SM och ett stafett-SM och blev sjua i linjeloppet  för amatörer vid världsmästerskapet i Zürich 1946. Samma år var han även tvåa och medlem av Sveriges segrande lag i nordiska mästerskapet. 1948 representerade han Sverige vid Olympiska spelen i London, där han blev femma i linjelopp individuellt och i lagtempo (med Harry Snell, Olle Wänlund och Åke Olivestedt).
Nils "Bagarn" Johansson medverkade i filmen Biffen och Bananen (1951).